# جيمس باريش
جيمس باريش (بالإنجليزية: James Parrish)‏ هو لاعب كرة قدم أمريكية وكاتب سيناريو أمريكي، ولد في 19 مايو 1968 في بالتيمور في الولايات المتحدة، وتوفي في 10 مارس 2004 في بلينو في الولايات المتحدة بسبب سرطان.

## وصلات خارجية
- جيمس باريش على موقع مرجع كرة القدم المحترفة.كوم (الإنجليزية)